# 菱荚红豆
菱荚红豆（学名：Ormosia pachyptera）为豆科红豆属下的一个种。

## 扩展阅读
- 維基物種上的相關：菱荚红豆